# کنیا کینسکی-جونز
کنیا کینسکی-جونز (انگلیسی: Kenya Kinski-Jones؛ زادهٔ ۹ فوریهٔ ۱۹۹۳) مدل (شخص) اهل آمریکا است. او در لس آنجلس بدنیا آمد. پدر او کوئینسی جونز آهنگساز، تنظیم‌کننده و تهیه‌کننده موسیقی اهل آمریکا و مادر او ناستاسیا کینسکی هنرپیشه آلمانی-لهستانی است. شریک زندگی او ویل پلتز بازیگر اهل آمریکا است.